# Роберт Брент Терск
 Роберт Брент Терск  (англ. Robert Brent Thirsk; 17 серпня 1953) — канадський інженер і астронавт Канадського аерокосмічного агентства. 

## Біографія
Народився 17 серпня 1953 року в місті Нью-Вестмінстер, одружений, має троє дітей.
Отримав вчені ступені: бакалавра наук у Калгарському університеті (1976), магістра наук у Массачусетському технологічному інституті (1978) і доктора медицини в Університеті Макгілла (1982).
У лютому 1994 року брав участь у 7-денному експерименті з імітації космічного польоту «CAPSULS» у Торонто. З 11 по 21 жовтня 2002 року брав участь в підводному експерименті «NEEMO-7».

## Кар'єра астронавта

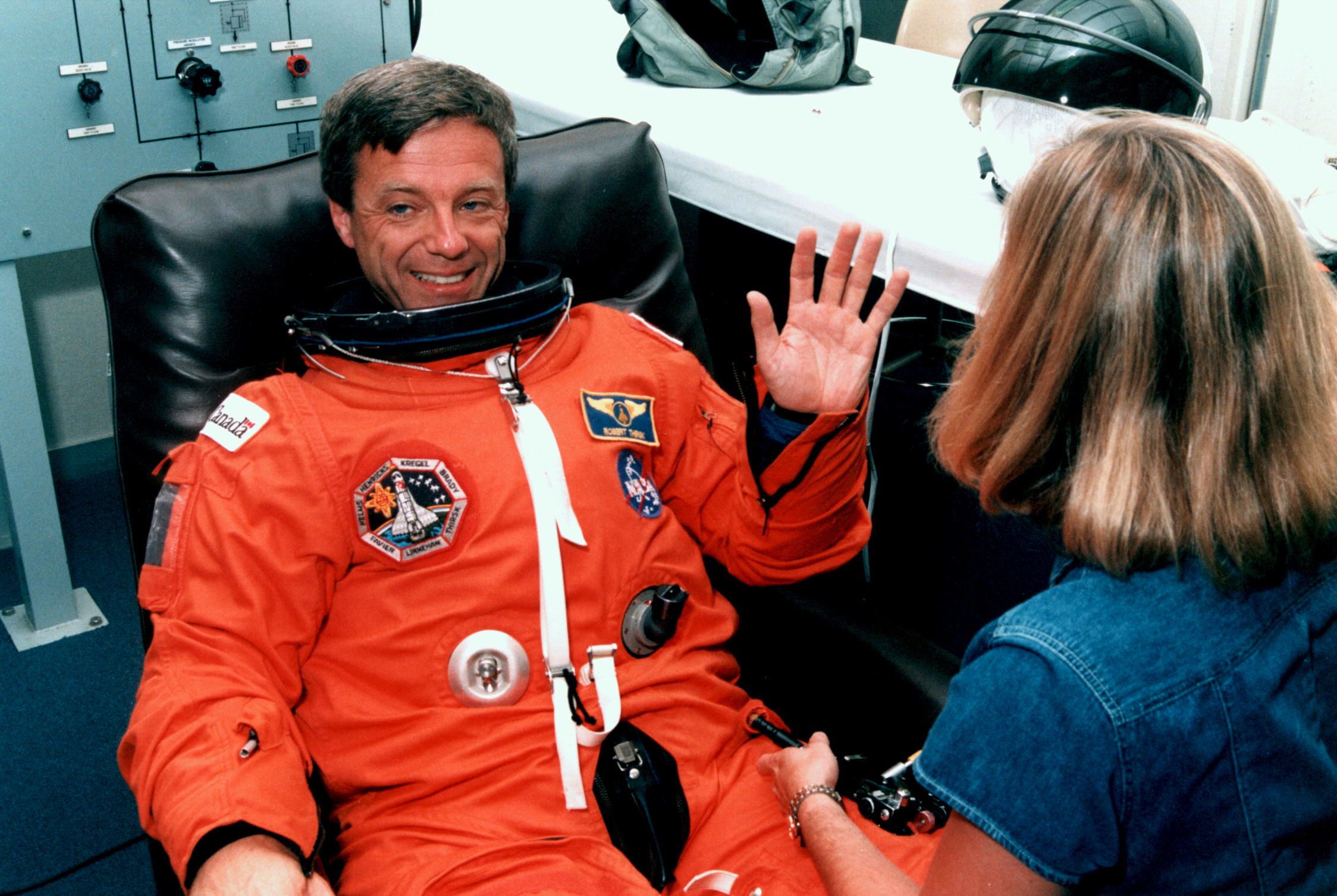
Спеціаліст з корисного навантаження Роберт Терск готується до STS −78 місії

5 грудня 1983 Роберт Терск пройшов відбір канадських астронавтів.
Перший космічний політ зробив на шатлі «Колумбія» як спеціаліст з корисного навантаження місії STS −78 з 20 червня по 7 липня 1996 рік. Тривалість польоту: 16 діб 21 год 47 хвилин 36 секунд.
2 лютого 2008 року НАСА офіційно призначило Роберта Терска в 20-й довготривалий екіпаж МКС як бортінженера. Екіпаж відправлено до станції 27 травня 2009 року на космічному кораблі «Союз ТМА −15».

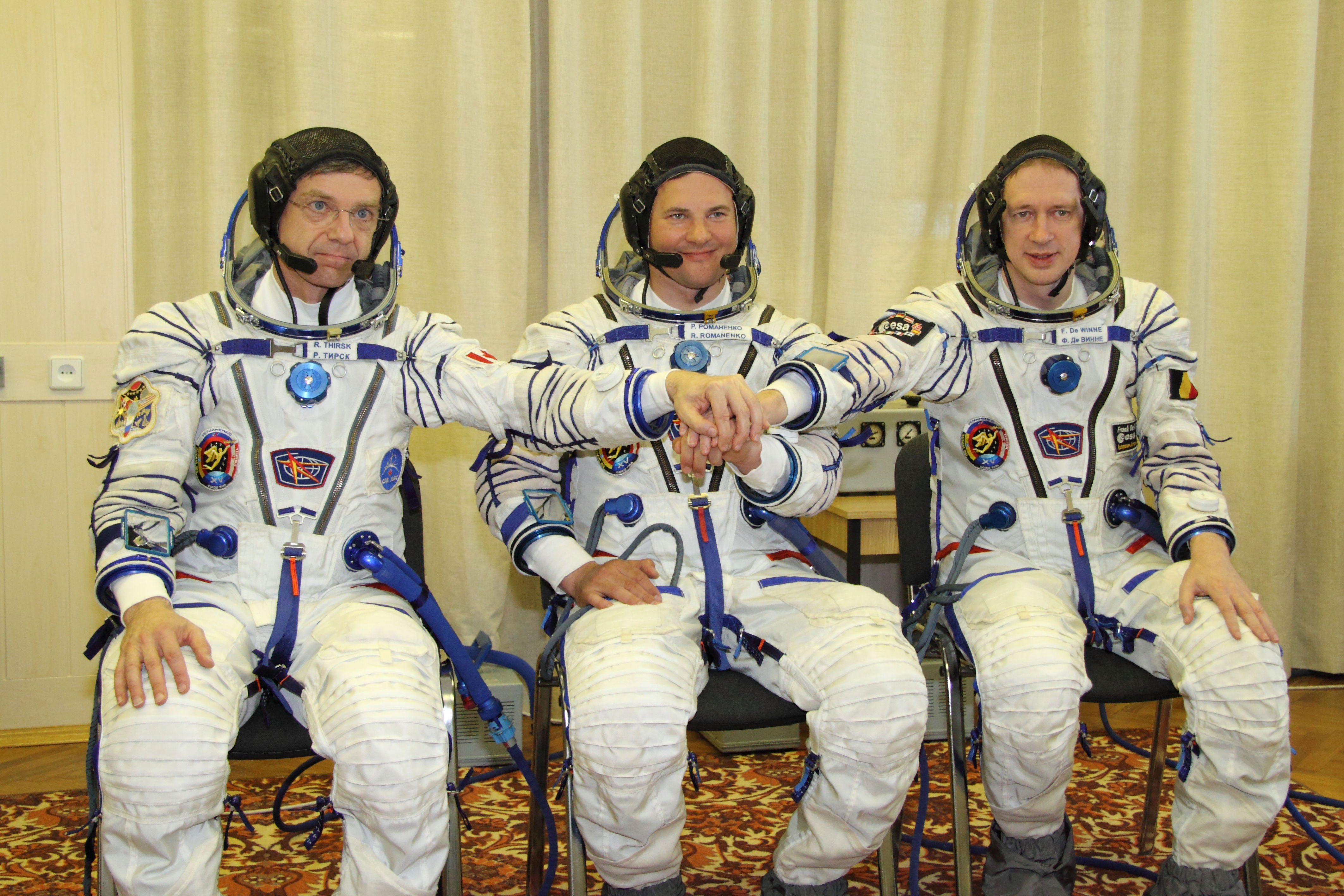
Союз ТМА-15 екіпажу: Зліва направо: Терск, Роман Романенко, Френк Де Вінн

## Нагороди
- Медаль «За заслуги в освоєнні космосу» (12 квітня 2011) — за вагомий внесок у розвиток міжнародного співробітництва в галузі пілотованої космонавтики[3]